# Деканозов, Георгий Гаврилович
Георгий Гаврилович Деканозов (Деканозошвили) (груз. გიორგი გაბრიელის ძე დეკანოზიშვილი, 1868, Петровск-Порт, Дагестанская область — 19 ноября 1910, Канны) — грузинский публицист, политик, один из основателей партии грузинских социалистов-федералистов (1904).

## Биография
Родился в августе 1868 года в семье офицера русской армии Габриэля Деканозишвили в Петровске (ныне — Махачкала).
В 1887 году окончил Тифлисское реальное училище, выполняя волю отца поступил в военное училище в Москве. Однако поняв, что военная карьера не для него, переехал в Петербург, и в 1892 году окончил Петербургский горный институт с отличием. В 1890 году основал в Петербурге Союз грузинских и армянских студентов, который вскоре распался. С 1889 по 1892 год был руководителем грузинского студенческого кружка в Санкт-Петербурге. Активный деятель студенческого политического движения высших учебных заведений Российской Империи. В 1892 году при участии Деканозишвили в Кутаиси была основана политическая организация грузинских студентов Российской империи — «Лига свободы». В 1892—1895 годах Деканозишвили работал в Чиатуре инженером Гогоберидзевской марганцевой промышленной компании, в 1895—1898 годах был контролёром-инспектором Нобелевского нефтеперерабатывающего завода в Баку. В 1899—1900 годах находился в командировке в Европе (в Париже женился на француженке Анриете Френуа), а в 1902 году по заданию Георгия Здановича (Майашвили) поехал в Бразилию и на Кубу, чтобы изучить местную культуру, организацию производства марганца. По возвращении в 1905 году выпустил в Кутаиси монографию о марганцевой промышленности указанных стран (на грузинском и русском языках).
Активно сотрудничал с грузинской прессой, писал о национально-политических проблемах Грузии, производстве марганца и его значении для Грузии. В 1896—1900 годах его статьи были опубликованы в газете «Иверия», а в 1900 году в Тифлисе группа Деканозишвили начала издавать газету «Цнобис Фурцели».
С 1900 года был членом правления Общества по распространению грамотности среди грузин.
В 1901 году Георгий Деканозишвили вместе с Арчилом Джорджадзе, Тедо Сахокия, Кита Абашидзе, Андрией Деканозишвили, Георгием Ласхишвили и другими основал Партию социалистов-федералистов-революционеров Грузии. На тайном собрании представителей грузинской интеллигенции был избран в главный комитет партии (вместе с А. Джорджадзе и др.). В 1901 году под его руководством в Париже было основано периодическое издание партии — газета «Сакартвело», которая выходила вместе с французской версией (La Géorgie) до конца 1905 года.
В 1904 году Деканозишвили был одним из руководителей Конгресса социалистов-федералистов в Женеве. В 1904 году протоколы этого Конгресса были опубликованы в Париже. Во время русской революции 1905 года под руководством Деканозишвили оружие и боеприпасы были отправлены в Грузию на корабле «Сириус». Туда же в 1906 году были отправлены две типографские машины.
С 1906 года был вынужден отказаться от активной политической деятельности в связи с ухудшением здоровья. Умер в Каннах во Франции. В 1911 году его тело было тайно перевезено в Грузию. Похоронен на Кукийском кладбище.
В 1913 году его вдова Ханрит Френуа-Деканозишвили с детьми Тариэлем и Тинатин возвратилась в Грузию.